# Cis orius
Cis orius es una especie de coleóptero de la familia Ciidae.

## Distribución geográfica
Habita en Asia Central, Tayikistán.